# Giovanni Berlinguer

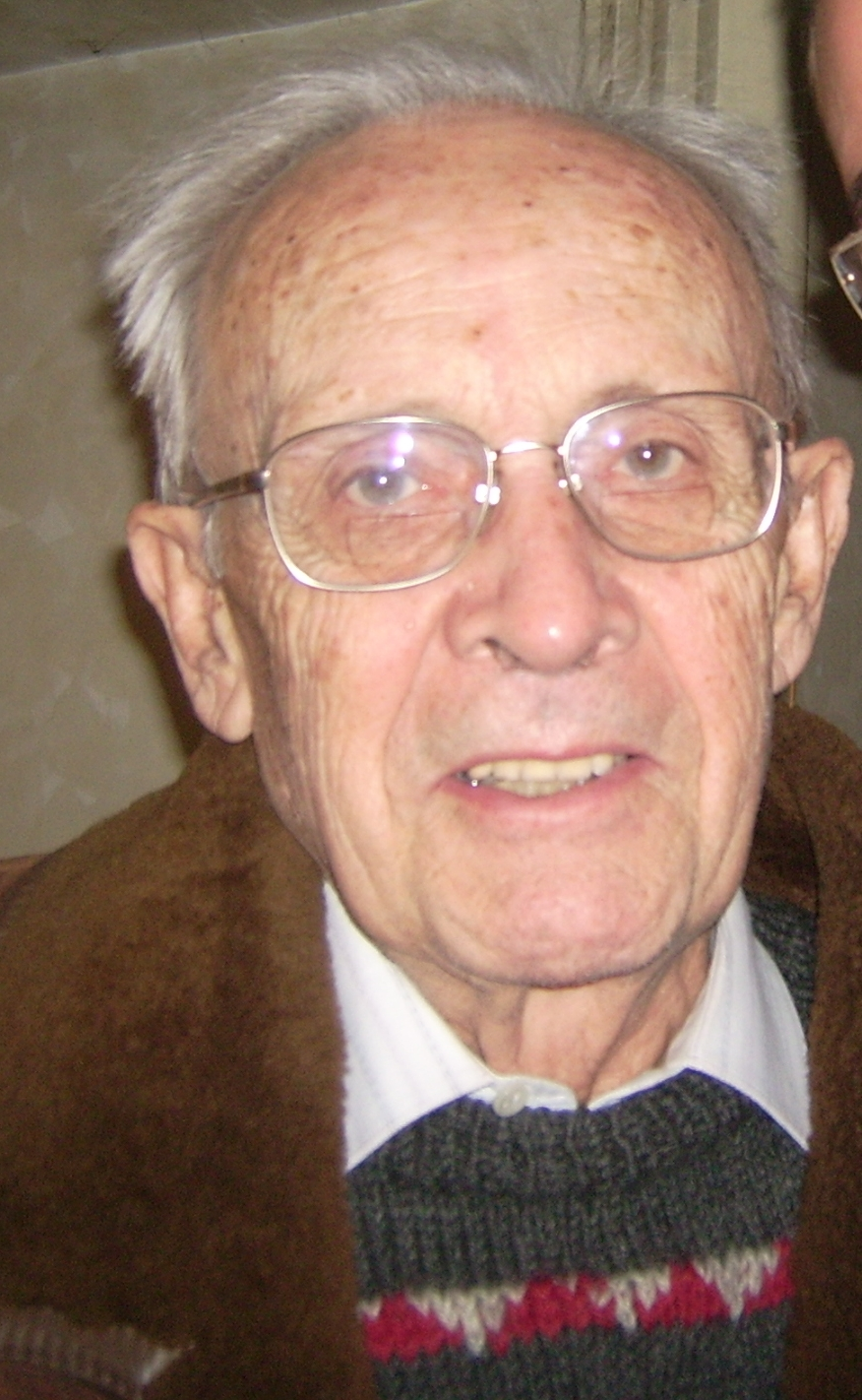
Giovanni Berlinguer

Giovanni Berlinguer este un om politic italian, membru al Parlamentului European în perioada 2004-2009 din partea Italiei. 
1. 1 2 3 4  SIUSA, accesat în 5 decembrie 2021
2. ↑  CONOR.SI[*] Verificați valoarea |titlelink= (ajutor)
3. ↑  Deputații în Parlamentul European